# Тигрова ципрея
Тигровите ципреи (Cypraea tigris) са вид коремоноги от семейство Cypraeidae.
Таксонът е описан за пръв път от Карл Линей през 1758 година.

## Подвидове
- Cypraea tigris lorenzi
- Cypraea tigris pardalis
- Cypraea tigris schilderiana
- Cypraea tigris tigris